# 札幌急行線

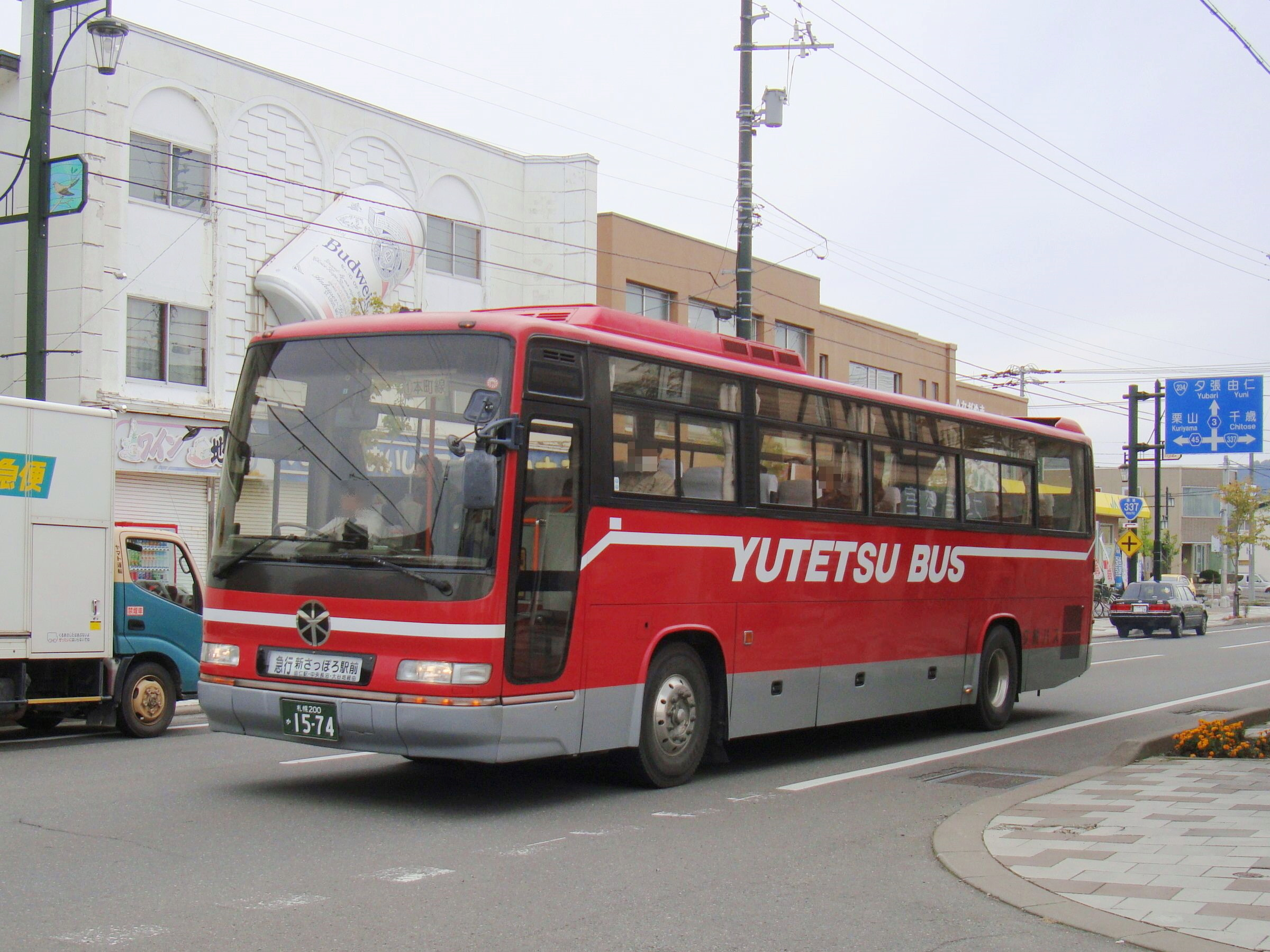
長沼町を走行中の札幌急行線

札幌急行線（さっぽろきゅうこうせん）は、かつて、夕張鉄道（夕鉄バス）が夕張市と札幌市の間で運行していた急行バス路線。

## 概要

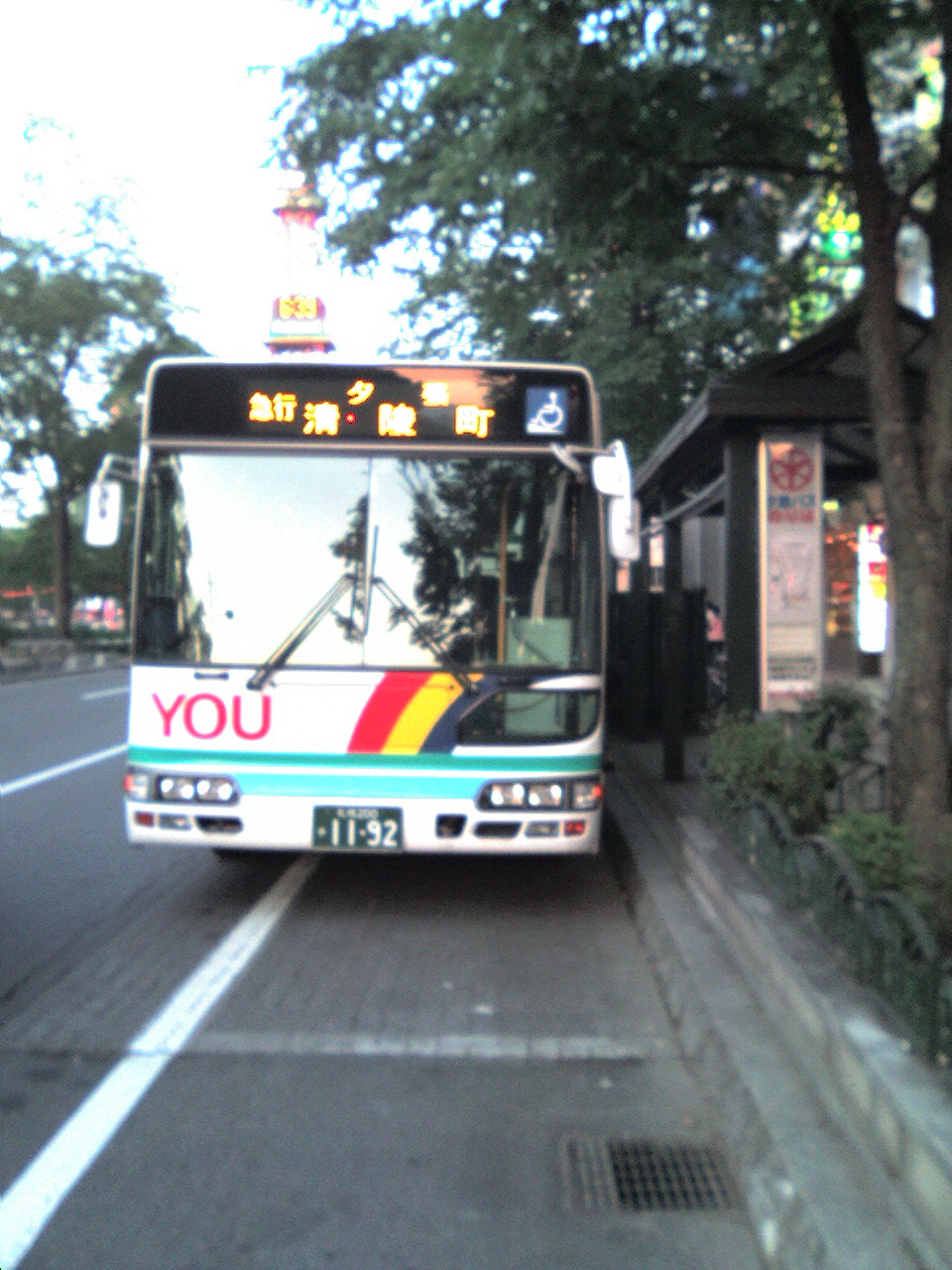
札幌大通で出発を待つ清陵町行（2006年7月）

1950年（昭和25年）3月に発足した夕張乗合自動車（夕張バス）は夕張市内線を運行していたが、道路工事による迂回運行から来る減収、車庫の損壊・焼失などが重なり経営が著しく困難となっていた。この頃には道路の舗装が進み、長距離バス路線の運行に支障がなくなったことから1955年（昭和30年）9月、念願の札幌とを結ぶ急行バス路線の申請を行った。
この申請は夕張乗合自動車のほか夕張鉄道（夕鉄バス）、北海道中央バス（中央バス）、国鉄バスの四者競願となり認可されるか予断を許さない状況であったが、1956年（昭和31年）9月になり中央バスとともに認可が降りた。この間に資本増強や夕張バスへの商号変更を行った。
更に1961年（昭和36年）6月3日、清水沢駅前から札幌まで1往復を増便、1963年（昭和38年）8月28日からは3往復に増回されたが、夕張バスは同年10月1日に夕張鉄道に吸収合併された。
札幌急行線は夕鉄バスにより引き続き運行され、中央バスと三菱鉱業バス（後の美鉄バス）も合わせた1971年（昭和46年）の夕張 - 札幌線旅客数は約83万7千人となった。1978年（昭和53年）9月現在で清水沢駅前のほか、丁未、清陵町、大夕張、真谷地を発着地に加えて計9往復運行された。
ところが夕張市勢の衰退も相俟って旅客数も減り、2007年（平成19年）の夕張 - 札幌線の中央バスも合わせた旅客数は約11万人に減少。札幌市内では長らく都心の札幌大通（西3丁目）に乗り入れていたが、2009年（平成21年）10月1日の改正で札幌側の発着地を新さっぽろ駅前に、夕張側の発着地を夕鉄本社ターミナルに統一。2015年（平成27年）10月1日の改正で夕張側の発着地を南清水沢駅前に延長。2020年（令和2年）3月1日の夕張市交通拠点等複合施設「りすた」の供用開始により、「りすた」発着となった。
2023年3月、夕張鉄道は札幌急行線（および北海道炭礦汽船夕張鉄道線の代行である新札夕線・札幌代行線の南幌東町入口以東）の廃止を表明。8月にこれら路線の
10月1日の廃止が決定した。
中央バスの「高速ゆうばり号」は、10月1日以降は「夕鉄本社ターミナル」「富野」「栗山高校」「西2号」バス停を新設し、夕鉄バス・夕張市内線との乗り継ぎおよび夕鉄バスの一連の廃止路線の代替機能を持つことになったが、この「高速ゆうばり号」も2024年（令和6年）10月1日付で廃止され、夕張市と札幌市を直通するバス路線は消滅した。

## 運行区間

### 夕張系統
廃止直前の2021年（令和3年）10月1日改正時点。中央長沼、北広島東共栄、上野幌駅通、JR厚別営業所前は、新さっぽろ行は降車のみ、夕張行は乗車のみ取り扱う。中央長沼の乗降制限は2022年（令和4年）4月1日より設定された。
- りすた - 清陵町 - 宮前町 - 清水沢3丁目（旧・清水沢駅前） - 夕鉄本社ターミナル - 新二岐 - 継立 - 夕張橋 - 由仁東栄 - 由仁駅前 - 中央長沼・北広島東共栄・上野幌駅通・JR厚別営業所前・大谷地ターミナル（大谷地駅） - 新札幌バスターミナル（新さっぽろ駅）[13]

約1時間43分で結び、平日は4往復、土曜と休日は3往復運行する。国道重複区間を含む大半で北海道道3号札幌夕張線を走行。
8月中旬の最繁忙期は、札幌を朝に出発する臨時便が設定されていた。2010年（平成22年）は定期便と同じく新さっぽろ駅前発・夕鉄本社ターミナル行で運行されたが、2011年（平成23年）以降は札幌大通（西3丁目）発で運行。新さっぽろ駅前 - 夕鉄本社ターミナルを経由し夕張市本町地区のホテルシューパロ行で2013年（平成25年）まで運行された。
ゆうばり国際ファンタスティック映画祭開催期間中は、夕張（ホテルシューパロ）発札幌大通（西3丁目）行の臨時便が設定される場合がある。

### 栗山駅系統
廃止前の2016年4月1日改正時点
- 栗山駅前→日赤病院前→角田本通→由仁東栄→（夕張系統と同経路）→新札幌バスターミナル（新さっぽろ駅）

栗山発のみ1本運行。休日と第2・第4土曜日は運休していた。

札幌大通行で運行されていたが、2006年（平成18年）5月1日より大谷地ターミナル行に短縮。2009年（平成21年）10月1日より新さっぽろ駅前行となった。2017年（平成29年）10月1日にて廃止。

## 特記事項
札幌急行線各停留所相互間で小荷物輸送を行っていた。
夕鉄本社ターミナルでは、札幌急行線利用者限定のパーク&ライド駐車場を設置。夕張市内線の指定便間で乗り継ぎができ、車内で乗継券を発行していた。札幌急行線が遅れて到着する場合は夕張市内線を最大5分待たせる扱いを行っていた。

## 異経路路線
夕張市・栗山町と札幌市間の夕鉄バス路線は、札幌急行線のほか、栗山町・長沼町・南幌町・江別市を経由する夕張鉄道線廃線にほぼ沿う形の、新夕張駅前 - りすた - 夕鉄本社ターミナル - 夕張橋 - 栗山駅 - 南幌東町入口 - 江別駅 - 野幌バスターミナル - 新さっぽろ駅前間も運行していたが、札幌急行線と同日の2023年10月1日で夕張市内 - 南幌東町入口間が廃止されている。